# آنا لوئیزا مونتوفار
آنا لوئیزا مونتوفار (اسپانیایی: Ana Luisa Montufar‎؛ زادهٔ ۱۶ ژوئن ۱۹۹۳) مدل و حامی محیط‌زیست اهل گواتمالا است. او در سال ۲۰۱۴ برنده عنوان دوشیزه گواتمالا شد و نماینده کشور گواتمالا در دوشیزه جهان ۲۰۱۴
بود.